# Seznam halových kostelů v Česku
Toto je seznam halových kostelů v Česku. Halové kostely v Česku mají společné znaky s kostely v sousedních zemích.

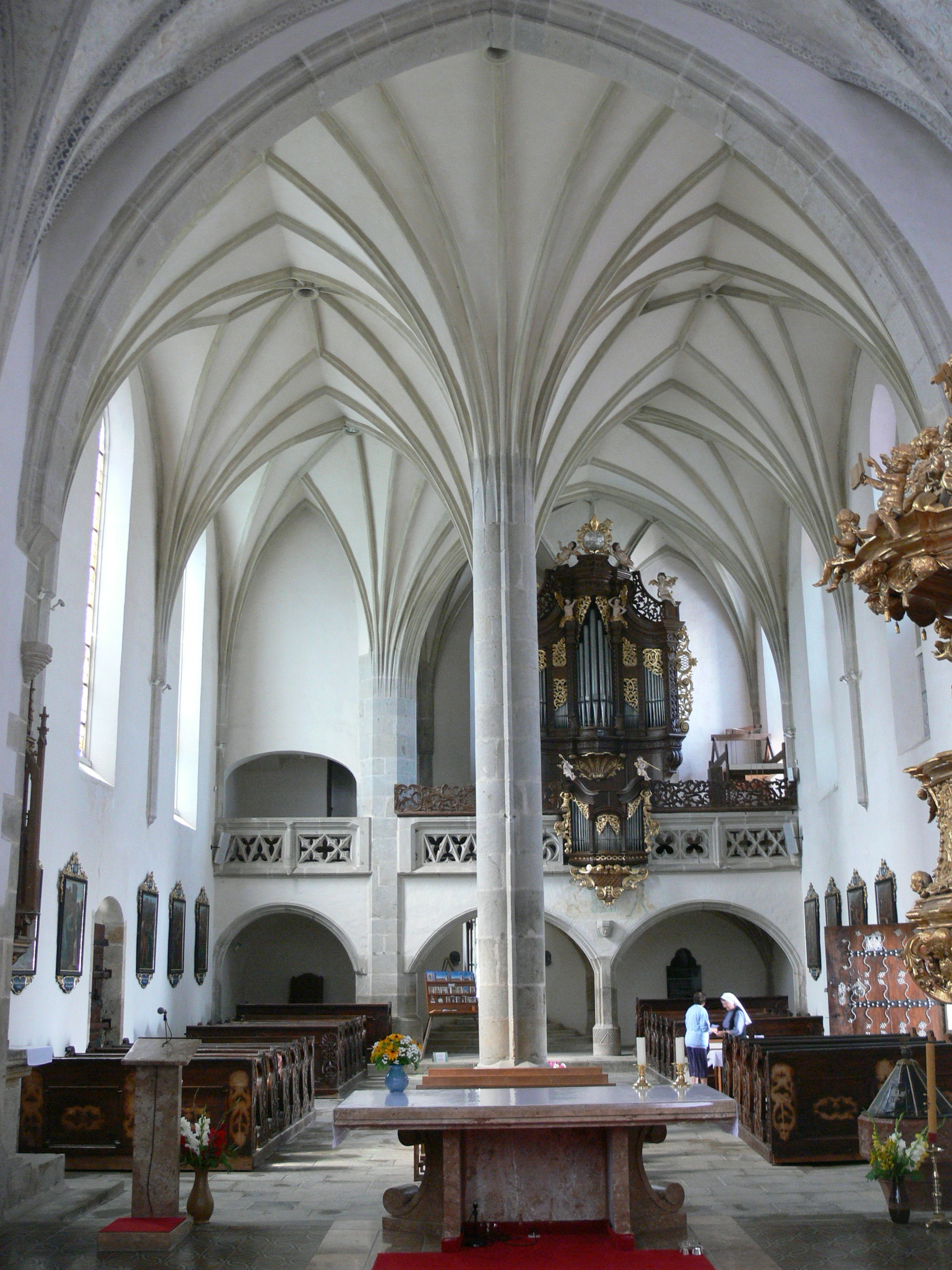
Dvoulodní v Kájově

### Čechy
- sv. Jiljí v Dolním Dvořišti
- sv. Mikuláše v Chebu

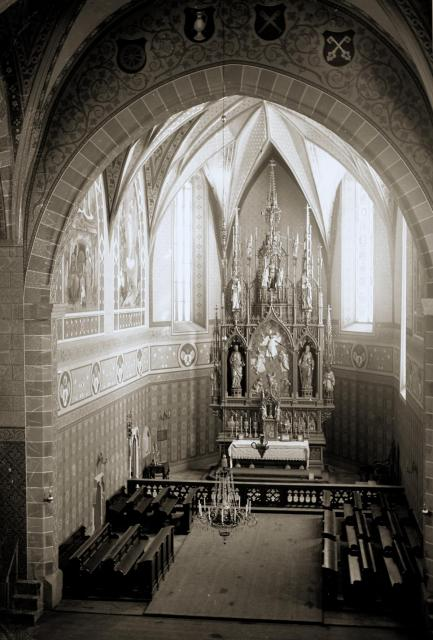
Presbytář kostela po rekonstrukci na fotografii od Ignáce Šechtla

- Zvěstování Panny Marie františkánského kláštera v Chebu

- sv. Mikuláše v Jaroměři (na hranici pseudobaziliky)
- sv. Jakuba v Jihlavě
- Nanebevzetí Panny Marie v Kájově
- sv. Bartoloměje v Kolíně (obnovena chórová bazilika)
- sv. Jakuba v Kutné Hoře
- sv. Víta v Českém Krumlově
- sv. Petra a Pavla v Mělníku (na rozhraní stupňovité síně a pseudobaziliky)
- Děkanský kostel Nanebevzetí Panny Marie v Mostě
- Katedrála sv. Bartoloměje v Plzni
- Povýšení sv. Kříže v Poděbradech
- Svatý Jakub
- Panny Marie na Slovanech, Emauzský klášter v Praze
- sv. Mikuláše v Rožmberku nad Vltavou
- Proměnění Páně v Táboře
- Zvěstování Panny Marie tepelského kláštera
- sv. Alžběty Uherské v Teplicích, novogotický
- Nejsvětější Trojice v Trhových Svinech
- sv. Jiljí a Panny Marie v Třeboni
- Nanebevzetí Panny Marie vyšebrodského kláštera

### Morava a Slezsko
- sv. Jakuba v Jihlavě
- sv. Jakuba v Brně
- sv. Mořice v Olomouci

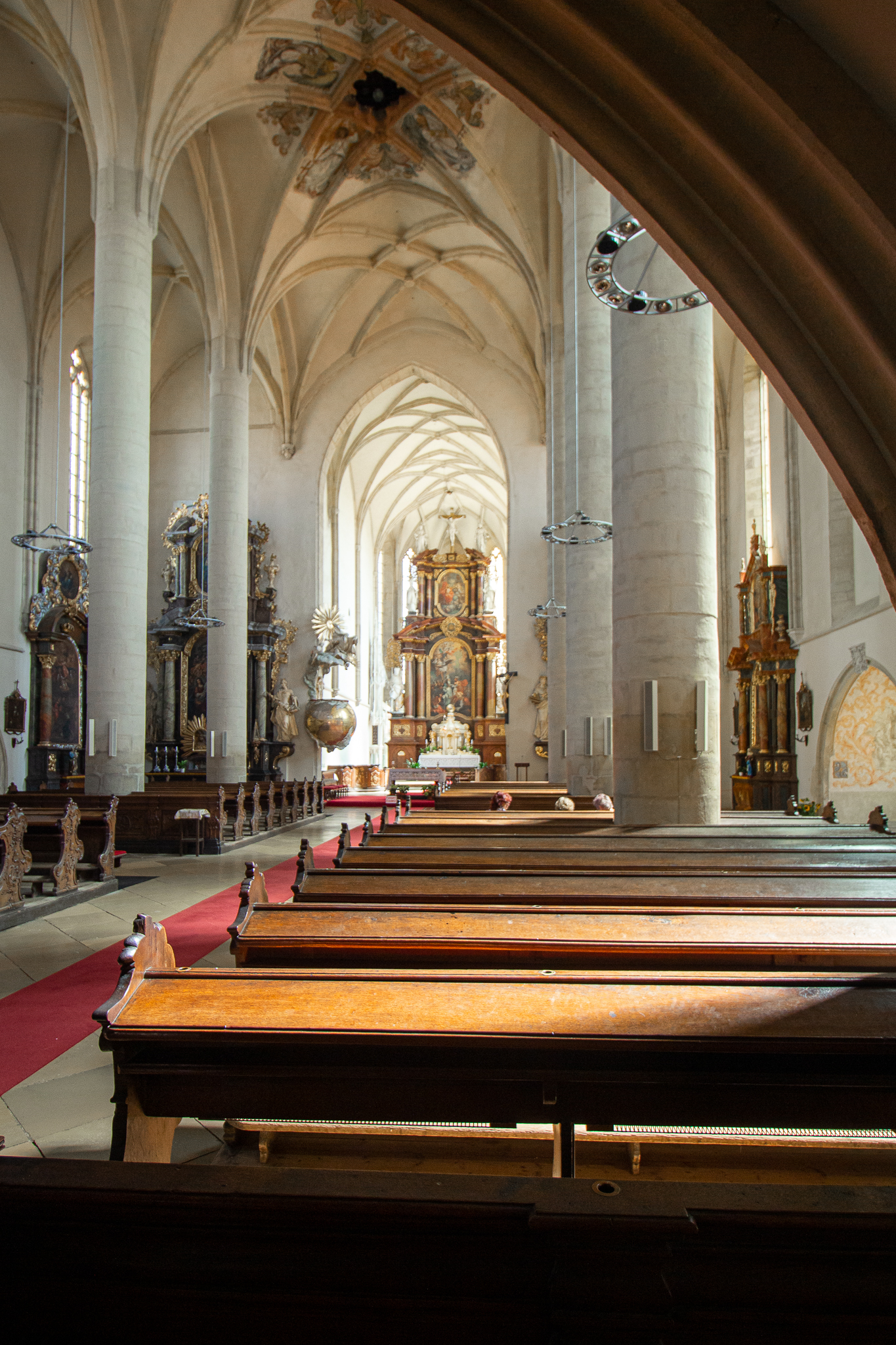
Mikuláše ve Znojmě

- sv. Václava v Olomouci, původně gotický, přestavěný novogoticky
- Nanebevzetí Panny Marie [1] v Opavě, stupňovitá síň
- sv. Mikuláše ve Znojmě